# مذبحة شانغهاي
مذبحة شانغهاي (12 إبريل 1927، وتُدعى في الصين تطهير 12 إبريل أو حادثة 12 إبريل) كانت قمعًا عنيفًا لمنظمات «الحزب الشيوعي الصيني» في شانغهاي، على يد القوات المسلحة التابعة للقائد العام شيانغ كاي شيك والفصائل المحافظة في الكومينتانغ (الحزب القومي الصيني، أو كومينتانغ الصين). بعد الحادثة بدأت عناصر الكومينتانغ المحافِظة تطهيرًا شاملًا لجميع أراضيهم من الشيوعيين، وحصل قمع أعنف في غوانزو وتشانغشا. بعد التطهير انقسمت فصائل الكومينتانغ اليسارية عن اليمينية، ونصّب شيانغ كاي شيك نفسه زعيمًا لليمينيين في نانجينغ، معارَضةً لحكومة الكومينتانغ اليسارية الأساسية القائمة في ووهان بقيادة وانغ جينغوي.
بحلول 15 يوليو 1927 كان نظام ووهان أيضًا قد طرد الشيوعيين من صفوفه، فكانت نهاية تحالف استمر 4 سنين بين الكومينتانغ والكومنترن والحزب الشيوعي الصيني. في بقية السنة شنّ الحزب الشيوعي الصيني عدة انتفاضات لاستعادة سلطته، فكانت بداية الحرب الأهلية الصينية. لكن بعدما فشلت انتفاضة غوانزو، كان نفوذ الحزب الشيوعي قد تلاشى تقريبًا، ولم يستطع شن هجوم حضري كبير بعدئذ.

## الأسماء
في تأريخ الكومينتانغ يُشار إلى الحادثة بـ«تطهير 12 إبريل» (بالصينية: 四一二清黨)، وفي التأريخ الشيوعي بـ«انقلاب ثورة 12 إبريل المضادة» (بالصينية: 四一二反革命政變)، أو «مذبحة 12 إبريل» (بالصينية: 四一二慘案).

## خلفية
تعود جذور حادثة 12 إبريل إلى تحالف الكومينتانغ والاتحاد السوڤييتي في يناير 1923، على يد مؤسس الكومينتانغ سون يات سين، بعد مفاوضات مع الدبلوماسي السوڤييتي أدولف جوفي. تضمَّن التحالف: معونات مالية وعسكرية، ومجموعة صغيرة -لكن فعالة- من المستشارين العسكريين والسياسيين السوڤييتيين، بقيادة ميخائيل بورودين. كان من شروط الاتحاد السوڤييتي لعقد التحالف وتسليم المعونات: التعاون مع الحزب الشيوعي الصيني الصغير. وافق سون على انضمام الشيوعيين إلى الكومينتانغ بصفتهم أعضاءً، لكن رفض التحالف معهم أو مشاركتهم بصفتهم تنظيمًا، وطالب المنضمين بدعم أيديولوجية الكومينتانغ والتزام قواعده التزامًا. بعد قبول انضمام الشيوعيين، سَرَعان ما عارض تلك السياسةَ أعضاء بارزون في الكومينتانغ، بسبب نشاطات الشيوعيين داخل الحزب -التي كانت في الغالب سِرية-. استمر الخلاف بين قادة يمين الكومينتانغ ويساره على مشكلة الحزب الشيوعي الصيني هذه إلى حين «الحملة الشمالية».
بدأت الحملة الشمالية من عند سون يات سين: فبعد أن طُرد من حكومة بكين، رجع في 1920 رجعة عسكرية، مسيطرًا على بعض مقاطعة غوانغدونغ. كان هدفه: بسط سيطرته على الصين عمومًا، وبكين خصوصًا. بعدما قضى السرطان على سون في مارس 1925، واصل قادة الكومينتانغ خطته، وبعدما طهروا غوانزو من الشيوعيين والمستشارين السوڤييتيين بـ«انقلاب الكانتون» في 20 مايو 1926، شنُّوا الحملة أخيرًا في يونيو اللاحق. نجحت الحملة في شهورها الأولى، وسيطر الجيش القومي الثوري (جيش الكومينتانغ) على غوانغدونغ وأجزاء كبيرة من خونان وخوبي وجيانغشي وفوجيان.
ازداد نفوذ الكومينتانغ وقوته العسكرية، فازداد النزاع داخله على توجُّهه وقيادته. في يناير 1927 استحوذ جيش الكومينتانغ بقيادة شيانغ كاي شيك على ووهان، وزحف إلى نانتشانغ، وحينئذ اتفق وانغ جينغوي (قائد الكومينتانغ) وحلفاؤه اليساريون والشيوعيون الصينيون وبورودين (العميل السوڤييتي)– على نقْل مقر حكومة القوميين من غوانزو إلى ووهان. في 1 مارس أعادت الحكومة القومية تنظيم اللجنة العسكرية، ووضعت شيانغ تحت وصايتها، مخطِّطة في سِرها اعتقاله. اكتشف شيانغ المؤامرة، وهذا -على الأرجح- ما حفزه إلى تطهير الكومينتانغ من الحزب الشيوعي الصيني.
بعد نجاحات جيش الكومينتانغ، بدأ شيوعِيُّو شانغهاي يخططون انتفاضاتٍ ضد قوات أمراء الحرب المسيطرة على المدينة. في 21–22 مارس انتفض عمال اتحاد الحزب الشيوعي الصيني والكومينتانغ انتفاضة مسلحة، بقيادة تشين دوكسيو وتشوان لاي، فهزموا قوات أمراء حرب «عصبة تشيلي». احتل العمال الاتحاديون المنتصرون مدينة شانغهاي وحكموها، ما عدا المستوطنات الدولية، قبل أن يصل «جيش الطريق الشمالي» (التابع لجيش الكومينتانغ) بقيادة الجنراليْن باي تشونغسي ولي زونغرن. بعد «واقعة نانكينغ» التي هُوجمت فيها ونُهبت مناطق امتياز أجنبية في نانجينغ، قلق يمين الكومينتانغ والقوى الأجنبية من ازدياد نفوذ الشيوعيين، وأما الحزب الشيوعي فواصَل تنظيم مظاهراتٍ طلابية جماعية وإضرابات عمالية يومية، مطالِبًا بإرجاع مستوطنات شانغهاي الدولية إلى السيادة الصينية. أثناء سيطرة باي القوية على شانغهاي، قررت لجنة الحكم المركزية الخاصة بالكومينتانغ –بقيادة كاي يوانبي، المستشار السابق بجامعة بكين– أن أعمال الحزب الشيوعي الصيني مضادة للثورة ومقوِّضة لمصالح الصين، وصوَّت مَن فيها بالإجماع لتطهير الكومينتانغ من الشيوعيين.

## التطهير
في 5 إبريل وصل وانج جينغوي إلى شانغهاي، وقابل قائد الحزب الشيوعي الصيني تشين دوكسيو. وبعد اجتماعهما أصدرا إعلانًا مشتركًا أعادا فيه تأكيد التزامهما بمبدأ التعاون بين الحزب والكومينتانغ، على رغم دعوة شيانغ وغيره من كبار الكومينتانغ إلى القضاء على النفوذ الشيوعي. بعدما غادر وانج شانغهاي إلى ووهان في اليوم اللاحق، طلب شيانغ من دُو يويشنغ (قائد العصابة الخضراء) وغيره من قادة عصابات شانغهاي أن يشكِّلوا اتحادًا منافسًا لاتحاد العمال التابع للشيوعيين، وأعد العدة النهائية لاستئصال أعضاء الحزب الشيوعي الصيني.
في 9 إبريل أعلن شيانغ فرض الأحكام العرفية في شانغهاي، وأصدرت لجنة الحكم المركزية بيان «حماية الحزب والإنقاذ الوطني»، تنديدًا بسياسة حكومة ووهان القومية السامحة بالتعاون مع الحزب الشيوعي الصيني. في 11 إبريل أصدر شيانغ أمرًا سِريًّا إلى جميع المقاطعات الخاضعة لسيطرة قواته بتطهير الكومينتانغ من الشيوعيين.
قبل فجر 12 إبريل بدأ أعضاء العصابات مهاجمة مكاتب عمال الاتحاد، منها مكاتب في أحياء: تشابي، ونانشي، وبودونغ. بموجب مرسوم طوارئ، أمر شيانغ الجيش السادس والعشرين بنزع أسلحة المليشيات العمّالية، فنتج عن هذا مقتل وإصابة أكثر من 300 واحد. في 13 إبريل نظّم العمال الاتحاديون اجتماعًا جماهيريًّا للتنديد بشيانغ كاي شيك، وراح آلاف العمال والطلبة للاحتجاج لدى مقر الفرقة الثانية التابعة للجيش السادس والعشرين، فأطلق عليهم الجنود النيران، فأماتوا وأصابوا 100 آخرين. حل شيانغ حكومة شانغهاي المؤقتة والاتحادات العمالية وغيرها من التنظيمات الخاضعة لسيطرة الشيوعيين، وأعاد تنظيم شبكة اتحادات ولاؤها للكومينتانغ ورأسها دُو يويشنغ. قيل إن أكثر من 1000 شيوعي اعتُقل، وأُعدم نحو 300، واختفى أكثر من 5,000. وقال آخرون إن عدد القتلى بلغ 5,000-10,000. لاحقًا لُقِّب الجنرال باي في تقارير إخبارية غربية بـ«قاطع الرؤوس الشيوعية». احتفظ بعض قادة الجيش القومي الثوري الذين تخرجوا في «أكاديمية وانبو العسكرية» وكانت لهم خلفية شيوعية– بتعاطفهم مع الشيوعيين سرًّا، فلم يُعتقلوا، وأعلن كثير منهم ولاءهم للحزب الشيوعي الصيني بعد اندلاع الحرب الأهلية الصينية.